# Coppa del Madagascar
La Coppa del Madagascar (in francese Coupe de Madagascar) è una competizione calcistica malgascia istituita nel 1935.
È la coppa nazionale del paese e il suo vincitore si qualifica di diritto alla finale della Supercoppa del Madagascar, dove affronta il vincitore del campionato malgascio di calcio.

## Formato
La formula del torneo è ad eliminazione diretta, vi partecipano le squadre di tutte e tre le massime serie del Campionato di calcio del Madagascar.
La competizione inizia con tre turni preliminari dove competono le squadre della seconda e terza divisione, mentre le squadre della massima serie sono qualificate di diritto ai sedicesimi di finale.
Il vincitore si qualifica alla Supercoppa del Madagascar.

## Storia
La prima edizione del torneo si disputò nel 1935 e fu vinta dal Fortior Club de la Côte Ouest.
Dal 1939 al 1970 la competizione fu sospesa, ma riprese nel 1971 con la vittoria del AS St. Michel. I vincitori delle due edizioni successive sono sconosciuti, ma nelle dieci edizioni successive il torneo fu vinto da cinque club differenti.
I dati sull'edizione del 1984 sono discordanti: in alcuni casi il titolo è segnato come "ignoto", mentre in altri si assegna il trofeo all'AS Sotema Morovoay. Anche i vincitori dell’edizione del 1994, 1995 e 1997 non sono noti.
Il torneo continuò senza interruzioni fino all'edizione del 2020, quando a metà stagione fu sospesa ogni manifestazione sportiva nel paese per l'allarme COVID-19.

## Albo d'oro
| Stagione  | Campione                        | Risultato            | Finalista              |
| --------- | ------------------------------- | -------------------- | ---------------------- |
| 1935-1938 | Fortior Mahajanga               |                      |                        |
| 1939-1970 | non conosciuto                  |                      |                        |
| 1971      | AS St.-Michel                   |                      |                        |
| 1972-1973 | non conosciuto                  |                      |                        |
| 1974      | Fortior Mahajanga               |                      |                        |
| 1975      | Fortior Mahajanga               |                      |                        |
| 1976      | Fortior Mahajanga               |                      |                        |
| 1977      | Fortior Mahajanga               |                      |                        |
| 1978      | AS Sotema                       |                      |                        |
| 1979      | AS Sotema                       |                      |                        |
| 1980      | AS St.-Michel                   |                      |                        |
| 1981      | Dinamo Fima                     |                      |                        |
| 1982      | AS Sotema                       |                      |                        |
| 1983      | Dinamo Fima                     |                      |                        |
| 1984      | non conosciuto                  |                      |                        |
| 1985      | Fortior Mahajanga               |                      |                        |
| 1986      | HTMF                            |                      |                        |
| 1987      | FC BTM                          |                      |                        |
| 1988      | FC BFV                          |                      |                        |
| 1989      | FC BTM                          |                      |                        |
| 1990      | FC BFV                          |                      |                        |
| 1991      | FC BTM                          |                      |                        |
| 1992      | COSFAP                          |                      |                        |
| 1993      | AS Cimelta                      |                      |                        |
| 1994      | non conosciuto                  | non conosciuto       | non conosciuto         |
| 1995      | non conosciuto                  |                      |                        |
| 1996      | Club S                          |                      |                        |
| 1997      | non conosciuto                  | non conosciuto       | non conosciuto         |
| 1998      | FC Djivan                       | 2-0                  | Fortior Mahajanga      |
| 1999      | FC Djivan                       | 3-0                  | Akon'Ambatomena        |
| 2000      | FC Djivan                       | 1-0                  | FC Jirama              |
| 2001      | US Transfoot                    | 1-0                  | AS Fortior             |
| 2002      | AS Fortior                      | 3-0                  | US Transfoot           |
| 2003      | Léopards de Transfoot           | 1-0                  | SO l'Emyrne            |
| 2004      | USJF Ravinala                   | 2-1                  | USCA Foot              |
| 2005      | USCA Foot                       | 2-1 (dts)            | USJF Ravinala          |
| 2006      | Ajesaia                         | 1-0                  | USCA Foot              |
| 2007      | AS Adema                        | 1-0                  | USCA Foot              |
| 2008      | AS Adema                        | 1-0                  | Iarivo FC              |
| 2009      | AS Adema                        | 2-1                  | Tana FC Formation      |
| 2010      | AS Adema                        | 1-0 (dts)            | Japan Actuel's FC      |
| 2011      | CNaPS Sport                     | 1-1 (dts), 5-4 (dtr) | Tana FC Formation      |
| 2012      | Terrible de la Côte Ouest Boeny | 1-0                  | AS Adema               |
| 2013      | AS St.-Michel                   | 3-2                  | AS Adema               |
| 2014      | AS St.-Michel                   | 3-2 (dts)            | AS Adema               |
| 2015      | CNaPS Sport                     | 2-0                  | AS Adema               |
| 2016      | CNaPS Sport                     | 2-1                  | AS St.-Michel          |
| 2017      | Fosa Juniors FC                 | 2-1                  | COSFA Analamanga       |
| 2018      | AS St.-Michel                   | 2-1                  | AS Adema               |
| 2019      | Fosa Juniors FC                 | 1-0                  | CNaPS Sport            |
| 2020      | edizione interrotta             | edizione interrotta  | edizione interrotta    |
| 2021      | CFFA - Andoharanofotsy          | 3-1                  | CNaPS Sport            |
| 2022      | AS St.-Michel                   | 1-0                  | Fosa Juniors FC        |
| 2023      | AS St.-Michel                   | 2-1                  | CFFA - Andoharanofotsy |
| 2024      | AS St.-Michel                   | 1-0                  | CFFA - Andoharanofotsy |

Fonte:

## Vittorie per squadra
| Squadra                       | Vittorie | Finali perse | Finali giocate |
| ----------------------------- | -------- | ------------ | -------------- |
| AS St.-Michel                 | 8        | 1            | 9              |
| Fortior Club de la Côte Ouest | 6        | 1            | 7              |
| AS Adema                      | 4        | 5            | 9              |
| BTM                           | 3        | 0            | 3              |
| CNaPS Sport                   | 3        | 1            | 4              |
| AS Sotema                     | 3        | 0            | 3              |
| FC Djivan                     | 3        | 0            | 3              |
| FC BFV                        | 2        | 0            | 2              |
| Dinamo Fima                   | 2        | 0            | 2              |
| Fosa Juniors FC               | 2        | 1            | 3              |
| Ajesaia                       | 1        | 1            | 2              |
| CFFA - Andoharanofotsy        | 1        | 3            | 4              |
| AS Cimelta                    | 1        | 1            | 2              |
| Club S                        | 1        | 1            | 2              |
| COSFAP                        | 1        | 2            | 3              |
| AS Fortior                    | 1        | 2            | 3              |
| HTMF                          | 1        | 1            | 2              |
| Léopards de Transfoot         | 1        | 1            | 2              |
| Terrible de la Côte Ouest     | 1        | 1            | 2              |
| US Transfoot                  | 1        | 2            | 3              |
| USCA Foot                     | 1        | 4            | 5              |
| USJF                          | 1        | 2            | 3              |

## Statistiche

### Prima volta campione
- Fortior Club de la Côte Ouest: 1935
- AS St. Michel: 1971
- AS Sotema: 1978
- Dinamo Fima: 1981
- Herin Tanoro Milalao Fampianarana: 1986
- Bataillon de Tirailleurs Malgaches: 1987
- Banky Fampadrosoana ny Varotra: 1988
- COSFAP: 1992
- AS Cimelta: 1993
- Club S: 1996
- FC Djivan: 1998
- US Transfoot: 2001
- AS Fortior: 2002
- Léopards de Transfoot:  2003
- USJF/Ravinala: 2004
- USCA Foot: 2005
- Ajesaia: 2006
- AS Adema: 2007
- CNaPS Spor: 2011
- Terrible de la Côte Ouest Boeny: 2012
- Fosa Juniors FC: 2017
- Centre de Formation de Football Andoharanofotsy: 2021

Fonte:

### Ultima volta campione
- Fortior Club de la Côte Ouest: 1985
- AS St. Michel: 2024
- AS Sotema: 1982/84
- Dinamo Fima: 1983
- Herin Tanoro Milalao Fampianarana: 1986
- Bataillon de Tirailleurs Malgaches: 1991
- Banky Fampadrosoana ny Varotra: 1990
- COSFAP: 1992
- AS Cimelta: 1993
- Club S: 1996
- FC Djivan: 2000
- US Transfoot: 2001
- AS Fortior: 2002
- Léopards de Transfoot:  2003
- USJF/Ravinala: 2004
- USCA Foot: 2005
- Ajesaia: 2006
- AS Adema: 2010
- CNaPS Spor: 2016
- Terrible de la Côte Ouest Boeny: 2012
- Fosa Juniors FC: 2017
- Centre de Formation de Football Andoharanofotsy: 2021

Fonte:

### Campione consecutivo
Fortior Club de la Côte Ouest e AS Adema con 4 trionfi consecutivi.

### Finali perse consecutive
L'AS Adema ha sempre raggiunto la finale del torneo dal 2012 al 2015, senza però mai vincere

### Squadre che hanno disputato più finali
- AS Adema: 9

- AS St. Michel: 8

- Fortior Club de la Côte Ouest: 7

Fonte:

### Squadre che hanno perso più finali
- AS Adema: 5
- USCA Foot: 3

Fonte:

### Squadre che hanno perso più finali senza aver mai vinto il torneo
- Akon'Ambatomena: 2
- Tana FC Formation: 2

Fonte:

### Finali più ricorrenti
La finale disputata più volte è stata AS St. Michel-AS Adema, avvenuta tre volte nel 2013, 2014 e 2018.

### Double campionato e coppa
- CNaPS Sport: 2 (2015 e 2016)
- Dinamo Fina: 1 (1983)
- USJF/Ravinala: 1 (2004)
- USCA Foot: 1 (2005)
- Fosa Juniors FC: 1 (2019)

Fonte:

### Squadre campioni non militanti nella massima divisione
- Centre de Formation de Football Andoharanofotsy: 1 (2021)

Come premio fu promossa direttamente nella massima serie.

### Partita con più reti
Fosa Juniors FC Boeny - FIAT Port Bergé 15-0 (2018)
Fonte:

### Vittoria più larga
Fosa Juniors FC Boeny - FIAT Port Bergé 15-0 (2018)
Fonte: